# Hebius groundwateri
Hebius groundwateri (вуж Граундвортера) — вид змій родини полозових (Colubridae). Ендемік Таїланду.

## Поширення і екологія
Вужі Граундвортера мешкають в провінціях Раронг і Чумпхон на перешийку Кра на півдні Таїланду. Вони живуть у вологих мусонних лісах, поблизу водойм.